# Trichogramma vargasi
Trichogramma vargasi är en stekelart som beskrevs av Earl R. Oatman och Platner 1982. Trichogramma vargasi ingår i släktet Trichogramma och familjen hårstrimsteklar. Inga underarter finns listade i Catalogue of Life.